# Referéndum sobre el estatus político de Saba de 1994
Un referéndum sobre estatus político tuvo lugar en Saba el 14 de octubre de 1994, junto a referéndums simultáneos en Bonaire, San Eustaquio y Sint Maarten. Una mayoría votó para mantener el statu quo. 

## Resultado
| Opción | Votos | %    |
| --- | ----- | ---- |
| Statu quo |       | 86,3 |
| Autonomía |       | 9,6  |
| Integración con los Países Bajos                                                                                           |       | 3,6  |
| Independencia |       | 0,5  |
| Votos en blanco/nulos |       | –    |
| Total |       | 100  |
| Fuente: Direct Democracy (enlace roto disponible en Internet Archive; véase el historial, la primera versión y la última). |       |      |